# 凌德麟
凌德麟（1933年4月23日—2023年9月13日），國立台灣大學園藝系畢業，目前任教於國立台灣大學園藝系講師、副教授、教授。研究專長為台灣造園景觀之歷史、發展景觀與醫療或健康關係造園與景觀教育之發展等領域。

## 著作
1986年9月，造園設計文集。1990年6月，屋頂庭園美化之設計、陽台美化之設計手法。1990年7月，陽明山國家公園擎天崗特別景觀區解說設施設備細部規劃設計報告。12月，三十年一覺園林夢 ── 記中國大陸園林之旅。1991年6月，國立嘉義師範學院民雄校區景觀規劃設計報告書。3月，有萬園之園榮耀的圓明園。6月，如何面對植物的毒性。1992年3月，我心目中的大觀園。1992年6月，不要讓空間遺失－請利用校園中的屋頂。2004年4月，從世界庭園之發展看台灣庭園之形式。